# Astreu
Astreu (en grec antic Ἀστραῖος "l'estrellat") va ser un tità, fill del tità Crios i d'Euríbia, filla de Pontos.
És considerat el pare dels vents i de les estrelles, segons la genealogia més antiga recollida per Hesíode i per Apol·lodor. Durant la Titanomàquia, llançà els vents contra els Olímpics. Zeus, després de dominar-los, va fixar Astreu a la volta del cel, convertit en estel. Per tenir quiets els vents, els déus els tancaren en una caverna sota la vigilància d'Èol (de vegades considerat el seu pare), que només els deixava sortir quan Zeus ho requeria.